# Олівер Екланд
Олівер Екланд (англ. Oliver Ackland; нар. 9 листопада 1979, Сідней) — австралійський актор. Відомий завдяки ролі Трістана Де Мартеля в серіалі Первородні.

## Фільмографія
| Рік  |   | Українська назва    | Оригінальна назва   | Роль |
| ---- | - | ------------------- | ------------------- | ---- |
| 2005 | ф | The Proposition     | The Proposition     |      |
| 2010 | ф | Wasted on the Young | Wasted on the Young |      |
| 2013 | ф | Blinder             | Blinder             |      |